# Geospiza
Geospiza – rodzaj ptaków z podrodziny cukrzyków (Coerebinae) w rodzinie tanagrowatych (Thraupidae).

## Zasięg występowania
Rodzaj obejmuje gatunki występujące na archipelagu Galapagos w Ameryce Południowej.

## Morfologia
Długość ciała 10–16 cm; masa ciała 12–39 g.

## Systematyka

### Etymologia
Geospiza: gr. γεω- geō- – ziemny-, od γη gē – ziemia; σπιζα spiza – zięba, od σπιζω spizō – ćwierkać.

### Podział systematyczny
Do rodzaju należą następujące gatunki:
- Geospiza difficilis Sharpe, 1888 – darwinka ostrodzioba
- Geospiza septentrionalis Rothschild & E. Hartert, 1899 – darwinka północna – takson wyodrębniony ostatnio z G. difficilis[7]
- Geospiza fuliginosa Gould, 1837 – darwinka mała
- Geospiza fortis Gould, 1837 – darwinka czarna
- Geospiza acutirostris Ridgway, 1894 – darwinka szydłodzioba – takson wyodrębniony ostatnio z G. difficilis[7]
- Geospiza scandens (Gould, 1837) – darwinka kaktusowa
- Geospiza propinqua Ridgway, 1894 – darwinka duża – takson wyodrębniony ostatnio z G. conirostris[7]
- Geospiza magnirostris Gould, 1837 – darwinka wielkodzioba
- Geospiza conirostris Ridgway, 1890 – darwinka grubodzioba